# 弗拉维奥·马艾斯德里
弗拉维奥·马艾斯德里（Flavio Maestri，1973年1月21日—），是秘鲁退役职业足球运动员，十多年内一直效力于国家队。2005年曾经在中国足球甲级联赛上海九城效力。